# توماس لي جج
وهو سياسي أمريكي ينتمي إلى الحزب الديمقراطي ولد توماس لي جج في 12 تشرين الأول - أكتوبر من سنة 1934 في ولاية مونتانا الأمريكية كان توماس لي جج نائبا لحاكم ولاية مونتانا ما بين الأعوام 1969 إلى عام 1973 فاز جج في انتخابات حاكم ولاية مونتانا الأمريكية سنة 1972 وأصبح جج حاكما للولاية ما بين الأعوام 1973 إلى عام 1981 توفي توماس لي جج في 8 ايلول - سبتمبر من سنة 2006 في ولاية أريزونا الجدير بالذكر بان توماس لي جج كان كاثوليكيا ودفن في مقبرة القيامة في هيلانة